# Владислав Стахурський
Владислав Стахурський (пол. Władysław Stachurski, 27 березня 1945, Пйотрковиці — 13 березня 2013, Варшава) — польський футболіст, що грав на позиції захисника. По завершенні ігрової кар'єри — тренер.
Виступав, зокрема, за клуб «Легія», а також національну збірну Польщі. Згодом тренував ці команди.

## Клубна кар'єра
У дорослому футболі дебютував 1962 року виступами за варшавську «Сармату». Згодом протягом 1964 року захищав кольори «Варшавянки».
Того ж 1964 року перейшов до «Легії», за який відіграв дев'ять сезонів, після чого завершив професійну кар'єру футболіста. Двічі, у 1966 і 1973 роках, ставав володарем Кубка Польщі.

## Виступи за збірну
1969 року дебютував в офіційних матчах у складі національної збірної Польщі.
Загалом протягом дворічної кар'єри у національній команді провів у її формі 8 матчів, забивши 1 гол.

## Кар'єра тренера
Розпочав тренерську кар'єру, повернувшись до футболу після тривалої перерви, 1988 року, очоливши тренерський штаб клубу «Завіша» (Бидгощ).
У 1990-х тренував команди «Легії» (Варшава) і «Відзева» (Лодзь), а протягом частини 1996 року був головним тренером національної збірної Польщі.
Згодом протягом першої половини 2000-х тренував декілька нижчолігових польських команд. Єдиним трофеєм у тренерській кар'єрі Стахурського став Кубок Польщі, здобутий із «Легією» у 1997 році.
Помер 13 березня 2013 року на 68-му році життя у місті Варшава.

## Титули і досягнення

### Як гравця
- Володар Кубка Польщі (2):

«Легія»: 1965-1966, 1972-1973

### Як тренера
- Володар Кубка Польщі (1):

«Легія»: 1998-1997